# 광탄중학교 축구단
광탄중학교 축구부는 경기도 파주시에 위치한 광탄중학교의 축구부이다. 광탄중학교가 운영하는 축구부로 1970년에 창단하였다.

## 축구선수 배출
김찬 이세성 장인준 축구부로 활약 

## 같이 보기
- 광탄중학교